# Tapinoma williamsi
Tapinoma williamsi é uma espécie de formiga do gênero Tapinoma.